# ニャマタ虐殺記念館
ニャマタ虐殺記念館（ニャマタぎゃくさつきねんかん、英語:Nyamata Genocide Memorial Church）は、ルワンダの首都キガリの南30キロメートルにある元教会で、現在は1994年に発生したルワンダの大量虐殺の犠牲者に祈りを捧げる記念館となっている。この記念館には50000人の遺体が埋葬されている。

## 概要
ニャマタ虐殺記念館はルワンダの首都キガリの南約30 km (19 mi)にある元教会だった場所に位置する。ルワンダには1994年のルワンダの虐殺の慰霊を行うメモリアルが数多くあるが、  このメモリアルセンターは、 ルワンダの主な6つのうちの1つとなっている。 その他のメモリアルは、 ムランビ メモリアルセンター 、 ビセセロ虐殺メモリアルセンター 、 ンタラマ虐殺メモリアルセンター 、 キガリとニャルブエとなっている。　 

## 歴史

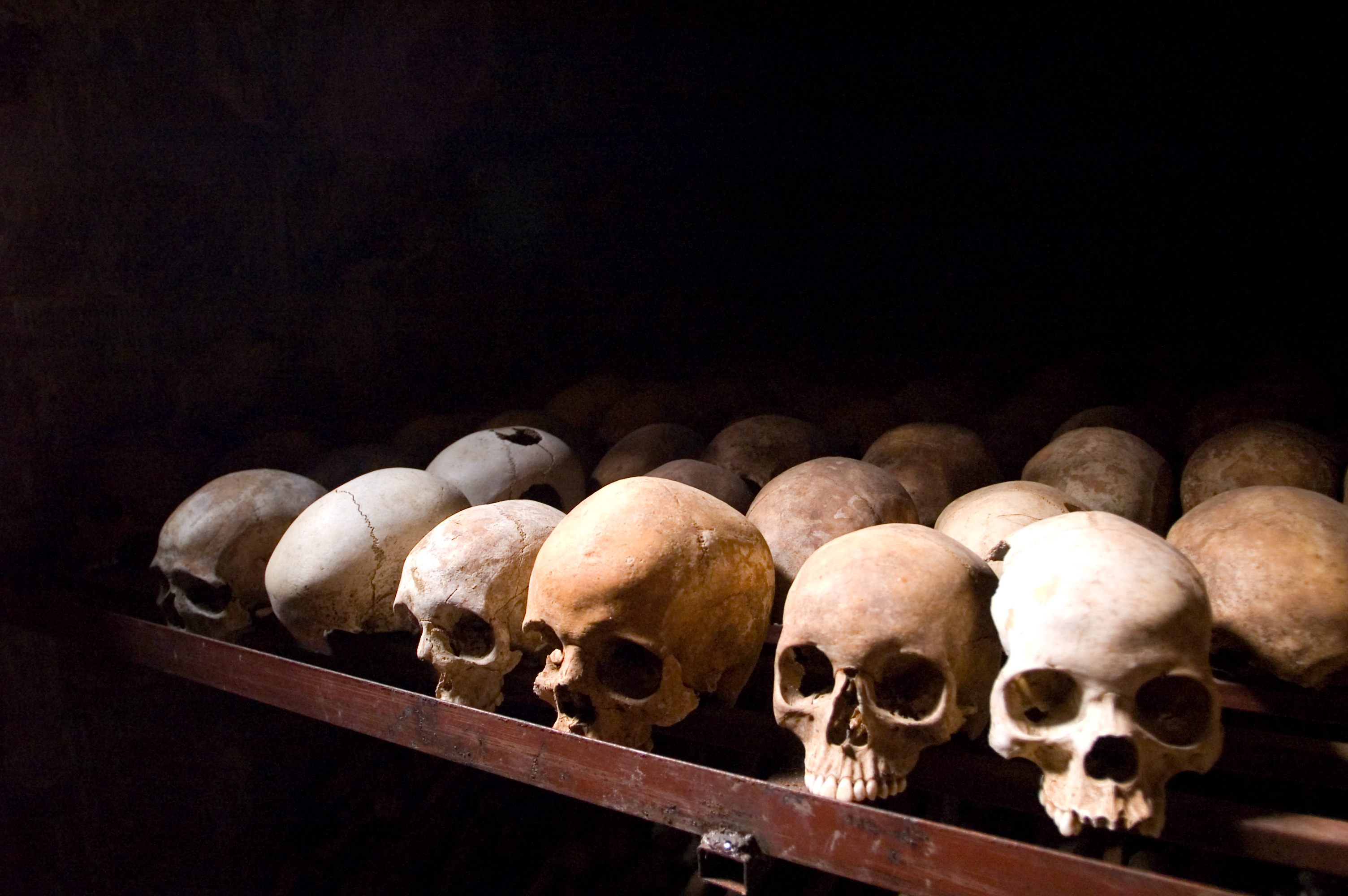
ニヤマタ虐殺記念館の人間の頭蓋骨

ルワンダの虐殺は1994年4月に始まった。キリスト教国であるルワンダにおいて、教会は神様のいる安全な場所と考えられていたため、多くのツチ族の人々がここに集まった。その数は約1万人に及び、人々は教会内に立てこもった。教会の壁には当時投げ込まれた手榴弾、グレネード弾によって開けられた無数の穴が見られ、虐殺の激しさを物語っている。虐殺者たちはグレネード弾を投げ込んだ後教会内に侵入し、中の人々はマチェテで斬殺されるか銃で射殺された。教会の天井には弾痕があり、祭壇の布はまだ血で染まっている。この地で犠牲になった人達の遺物のほとんどは埋葬されているが、無数の衣服と身分証明書は当時のまま残され、教会の座席の上に置かれている。  人々をツチ族またはフツ族のいずれかとして識別したIDカードも、数点が中央の台の上に置かれている。（写真撮影は不可） 
教会での虐殺の後、周辺地域の人々も殺され、その数は50,000人に上る。この地で犠牲になった人々の遺体は教会側の地下施設に埋葬されている。 
また、現在ニャマタの教会は虐殺記念館から数十メートル離れた場所に新設されており、毎週日曜日にはミサが行われている。

## 参照資料
1. 1 2 3  Nyamata church, Lonely Planet, Retrieved 4 March 2016
2. ↑  Sites mémoriaux du génocide : Nyamata, Murambi, Bisesero et Gisozi, UNESCO, Retrieved 4 March 2015
3. ↑  Genocide Archive of Rwanda